# A-91 (fusil de asalto)
El A-91 (también conocido como A-91M) es un fusil de asalto diseñado durante los '90 por BKP en Tula, como un descendiente de la familia de fusiles compactos A-91 descritos en el artículo 9A-91. Mientras el A-91 conserva el funcionamiento a gas, la acción de cerrojo rotativo y la unidad de gatillo de la 9A-91, cuenta con un diseño bullpup, con lanzagranadas monotiro integrado de 40 mm bajo el cañón. Los primeros prototipos del A-91 bullpup fueron equipados con el lanzagranadas sobre el cañón y con una empuñadura delantera vertical; los modelos actuales están equipados con el lanzagranadas bajo el cañón, el cual sirve como guardamanos. Cuenta con un sistema de expulsión de vainas hacia adelante, inicialmente desarrollado en Tula por diseñadores como Afanasiev en la década de 1960. En este sistema, la venta expulsora se encuentra por encima del pistolet y apunta hacia adelante. Las vainas expulsadas son alimentadas desde la cabeza del cerrojo a través del corto tubo de eyección y caen fuera del arma lejos de la cara del tirador, incluso cuando es disparada desde el hombro izquierdo. Por el momento, el A-91 es fabricado en pequeños números y, probablemente, es usado por algunas unidades policiales de élite en Rusia; también se ofrece para la exportación y ventas policiales y militares internas.